# Dansa del drac
La dansa del drac (xinés simplificat: 舞龙; xinés tradicional: 舞龍; pinyin: wǔ lóng) és una dansa tradicional de la cultura xinesa. Igual que la dansa del lleó, es veu sovint en les celebracions festives. Un equip de ballarins manipulen una figura llarga i flexible d'un drac amb pals col·locats a intervals regulars al llarg del drac. L'equip imita els moviments imaginaris d'aquest esperit fluvial d'una manera ondulada. La dansa del drac és l'acte final de les festivitats de l'Any Nou xinés: les desfilades comencen el mateix dia d'Any Nou i continuen durant quinze dies fins a la cloenda amb el Festival dels Fanals.

## Història

### La dansa
La desfilada del drac és la culminació de les festes. El drac xinés representa la saviesa, el poder i la riquesa. Popularment es creu que la dansa ajuda a espantar els mals esperits i s'hi enduu la mala sort. Durant la dansa se sosté el drac sobre pals fent-lo elevar-se i descendir fent l'efecte que dansa mentre transcorre entre la gent acompanyat dels gongs i tambors.
La desfilada del drac xinés es duu a terme juntament amb les danses del lleó, amb acròbates, practicants de kungfu entre tambors i címbals, i acaben amb focs artificials.

### El drac
Tradicionalment, l'armadura del drac es feia amb fusta o bambú, i es cobria amb tela. En l'actualitat els components que més s'hi utilitzen són més lleus com l'alumini o plàstic.
La disfressa del drac se sol elaborar amb diferents colors. El color del cos o el tronc del drac pot ser verd per simbolitzar una gran collita, o groc, representant l'imperi, l'or i l'l'argent, símbols de la prosperitat; i el roig denota l'entusiasme i la bona sort de les festes.
Els dracs varien de grandària: alguns n'arriben fins als 100 m de llarg ja que es té la creença que com més llarg siga el drac més prosperitat i bona sort durà.

## Galeria

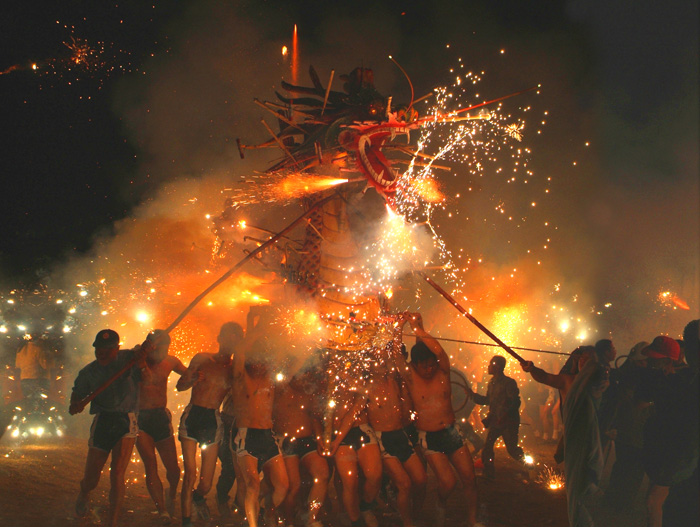
Drac de foc per a la dansa del drac al 2003.
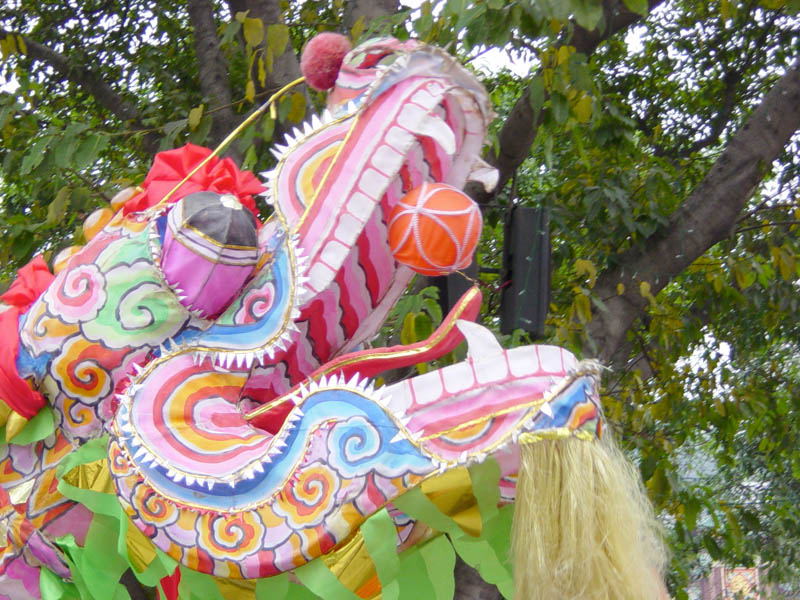
Personalització d'un cap de drac a Chongqing, Xina.
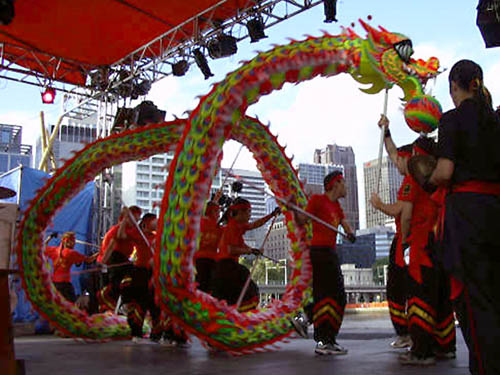
Membres de la Societat de Joves de la Xina fent un truc bàsic amb un drac.